# Mazelov
Mazelov je obec v okrese České Budějovice v Jihočeském kraji, zhruba 7,5 kilometru severozápadně od Lomnice nad Lužnicí, jedenáct kilometrů jihozápadně od Veselí nad Lužnicí a osmnáct kilometrů severovýchodně od Českých Budějovic. Žije zde 245 obyvatel. Severně od vesnice protéká Ponědražský potok.

## Historie
První písemná zmínka o vsi (Mazelow) pochází z roku 1396. Po zrušení poddanství schwarzenberskému panství Třeboň se Mazelov roku 1850 stal samostatnou obcí, jíž zůstává dodnes vyjma období od 14. června 1964 do 23. listopadu 1990, kdy tvořil součást obce Ševětín.

## Pamětihodnosti
- Ve vsi se dochovala řada hodnotných usedlostí ve stylu selského baroka se zdobenými štíty a branami (např. č.p. 1, 3, 10, 11, 41). Od roku 1995 je Mazelov prohlášen vesnickou památkovou rezervací.
- Novobarokní kaple Panny Marie z let 1862 až 1865 na návsi

## Galerie

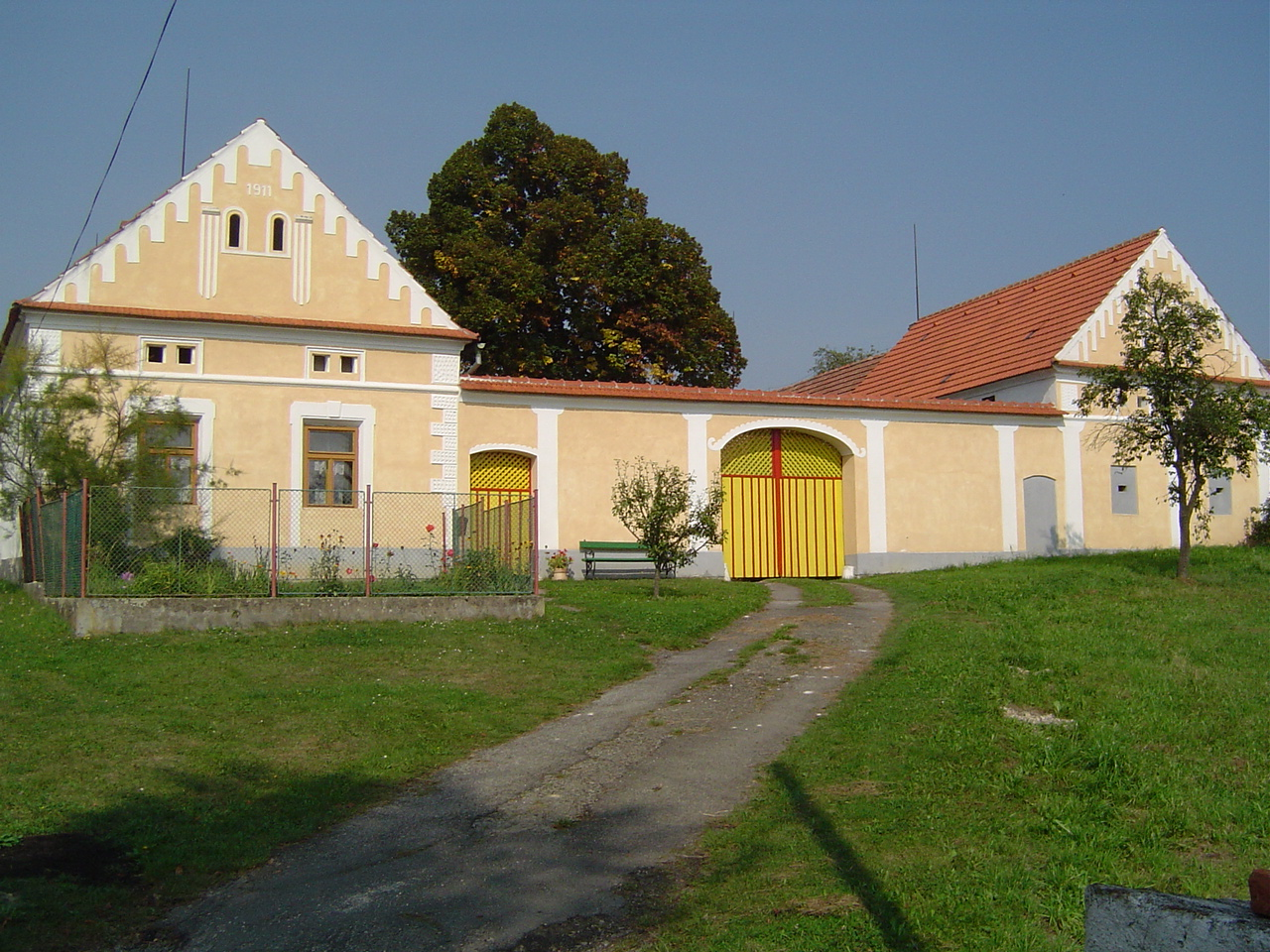
Stavení
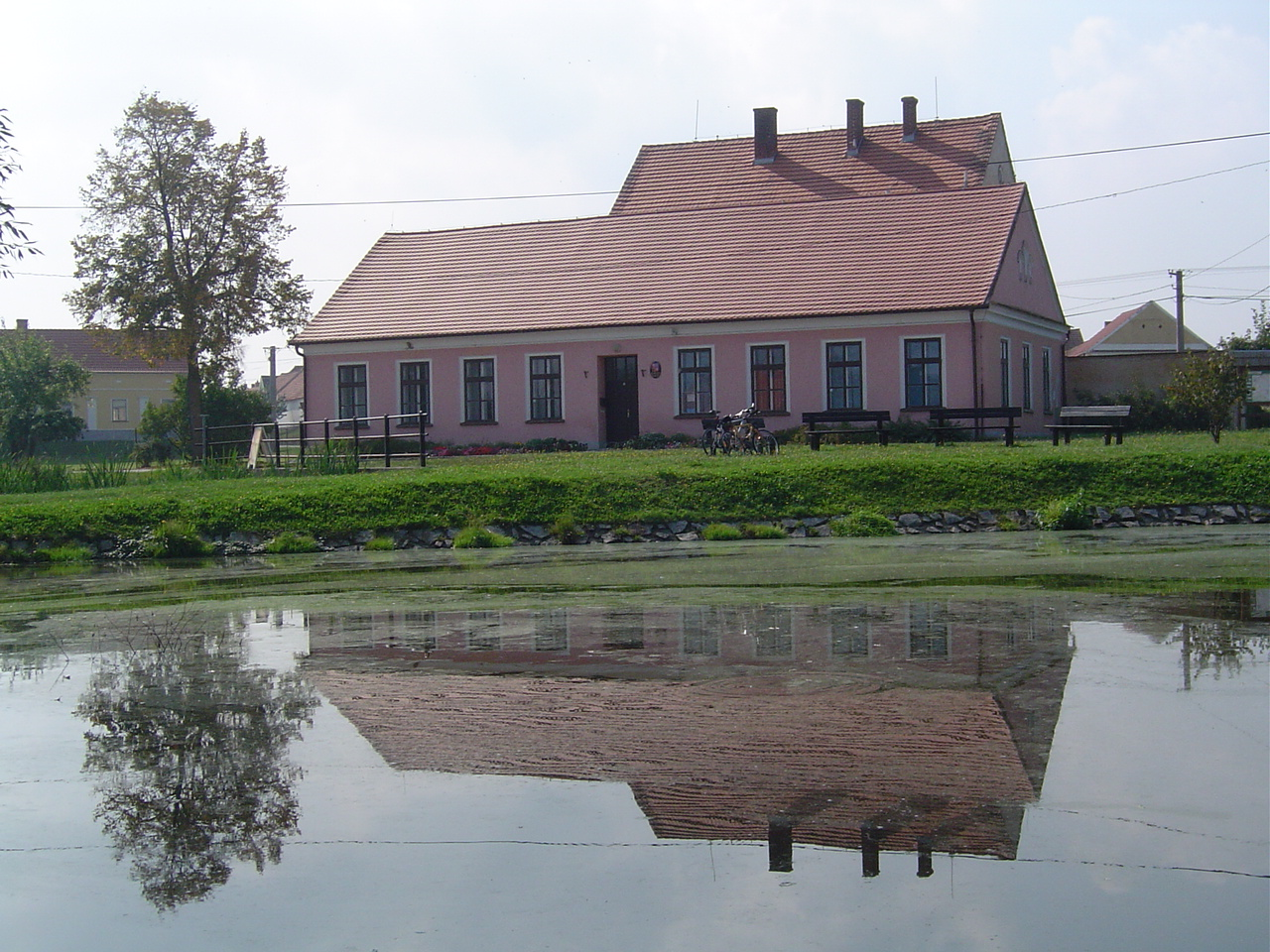
Obecní úřad
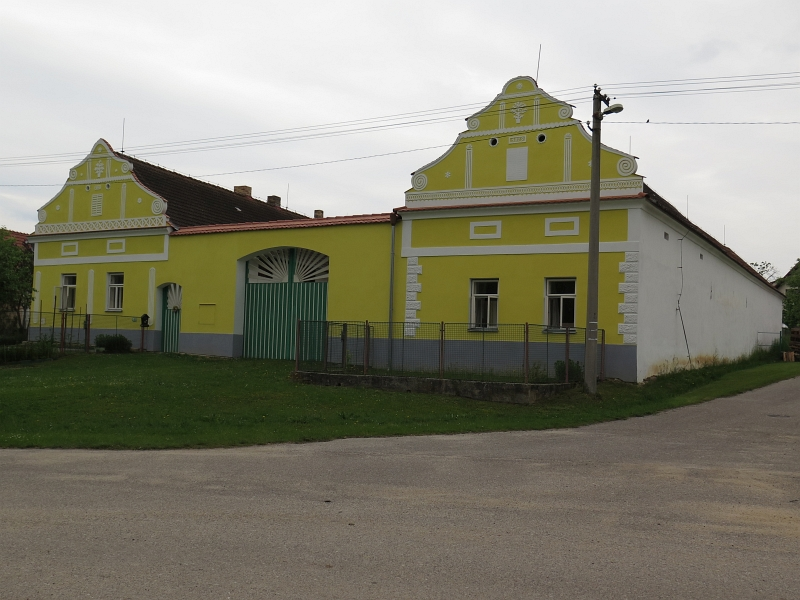
Stavení čp. 3
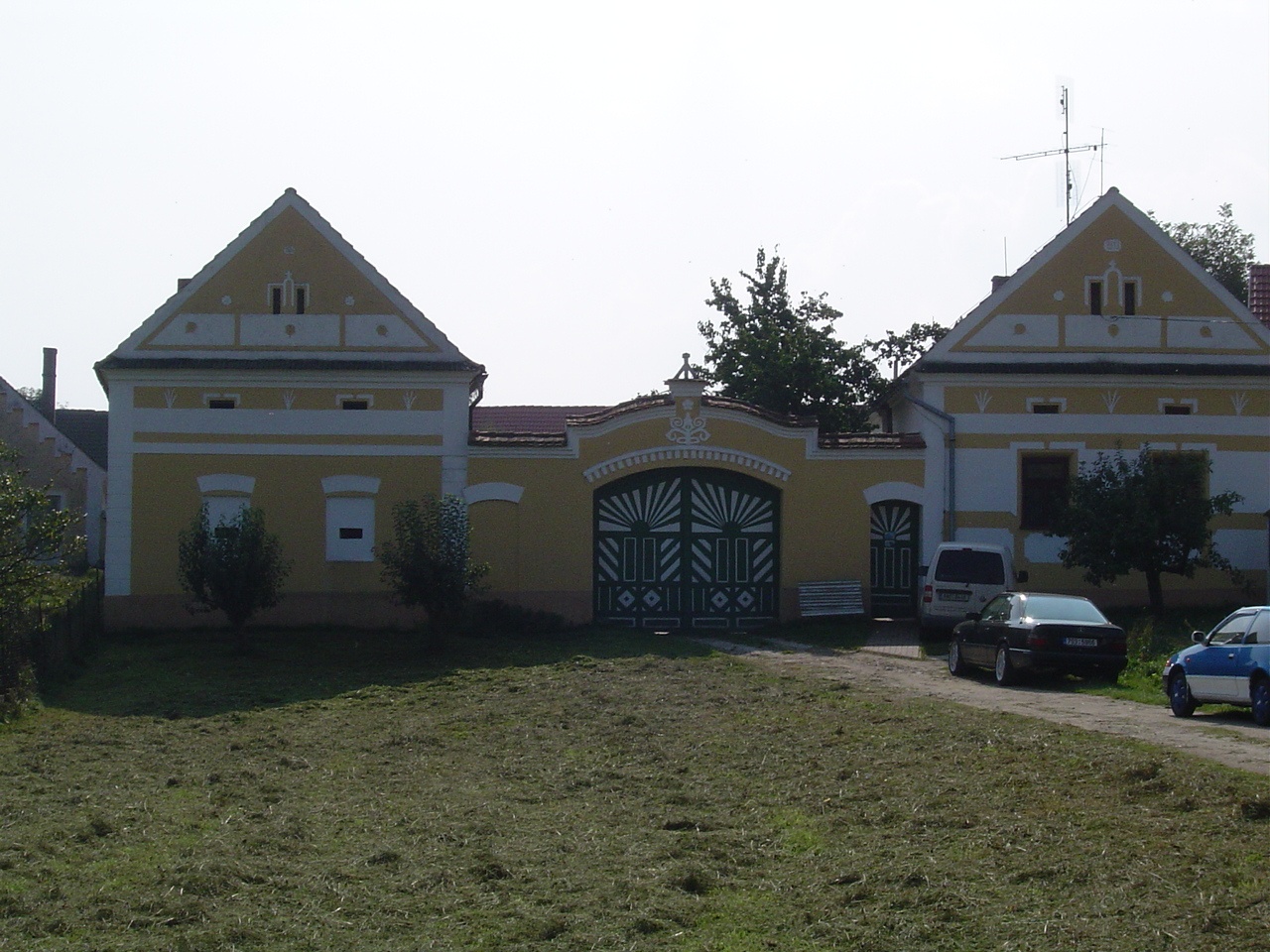
Stavení čp. 2
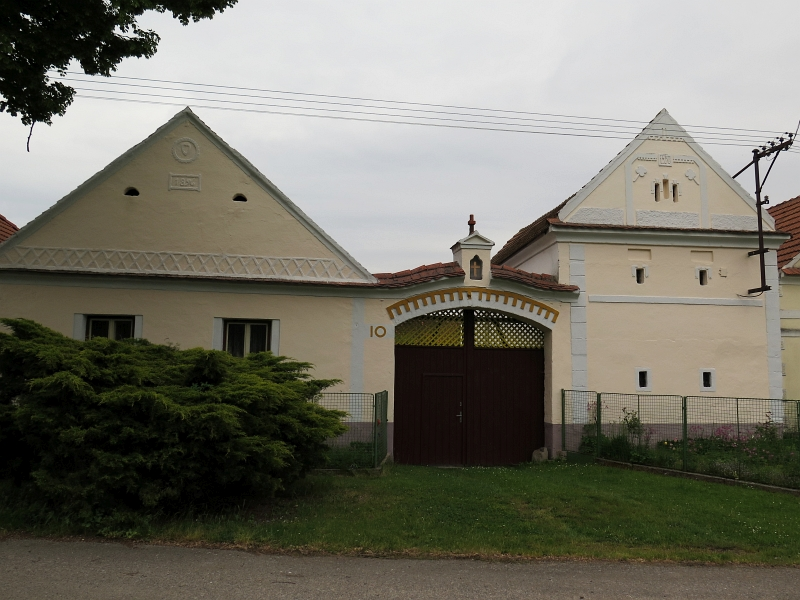
Stavení čp. 10